# Трупіал чорноспинний
Трупіа́л чорноспинний (Icterus abeillei) — вид горобцеподібних птахів родини трупіалових (Icteridae). Ендемік Мексики.

## Опис

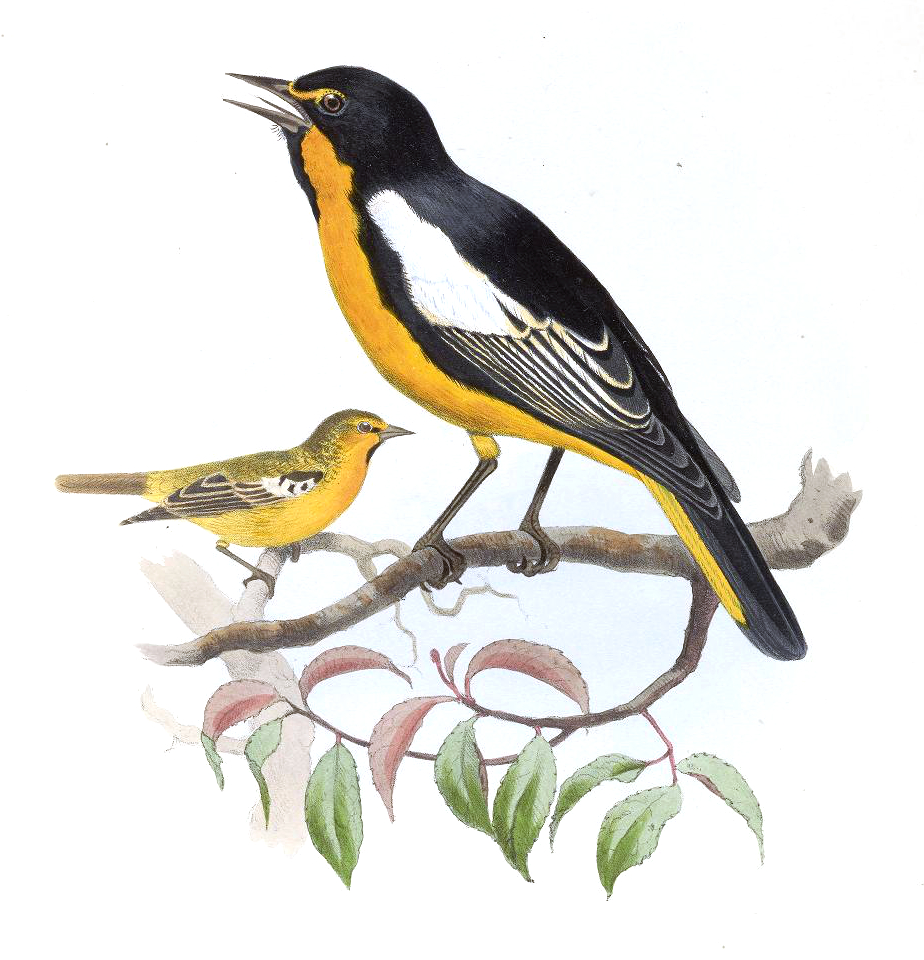
Чорноспинний трупіал

Довжина птаха становить 18-20,5 см, вага 31-37 г. У самців голова і верхня частина тіла чорні, на крилах великі білі плями, стернові пера мають білі краї. Хвіст чорний, три крайніх стернових пера жовті з чорними кінчиками. Нижня частина тіла жовтувато-оранжева. Обличчя жовте, від дзьоба до очей ідуть широкі чорні смуги. Самиці мають менш яскраве забарвлення, ті частини оперення, які у самців чорні, у самиць є оливково-сірими. нижня частина тіла у самиць тьмяно-оранжева, центральна частина горла біла, живіт і боки сірувато-білі.

## Поширення і екологія
Чорноспинні трупіали мешкають на Мексиканському нагір'ї. Взимку північні популяції мігрують на південь, популяції Трансмексиканського вулканічного поясу є переважно осілими. Чорноспинні трупіали живуть у вологих і сухих тропічних лісах, на узліссях і галявинах, в рідколіссях, на плантаціях і в садах, на висоті від 1600 до 2800 м над рівнем моря. Під час негніздового періоду зустрічаються невеликими зграйками, іноді приєднуються до змішаних зграй птахів разом з зимуючими золотощокими трупіалами. Живляться переважно комахами, а також плодами і ягодами. Чорноспинні монархи є одними з небагатьох птахів, що можуть живитися отруйними метеликами-монархами. Сезон розмноження триває з квітня по серпень.